# Isao Hashizume
Isao Hashizume, född 17 september 1941 i Osaka, är en japansk skådespelare.
Hashizume har bland annat medverkat i filmerna Sagan om prinsessan Kaguya och City Hunter.

## Filmografi (i urval)
- 2013 – Sagan om prinsessan Kaguya
- 2024 – City Hunter